# Poste de Flacq
Poste de Flacq – miasto na Mauritiusie; w dystrykcie Flacq. Według danych szacunkowych, w 2014 roku liczyło 8637 mieszkańców